# Cimetière de Waverley
Pour les articles homonymes, voir Waverley.

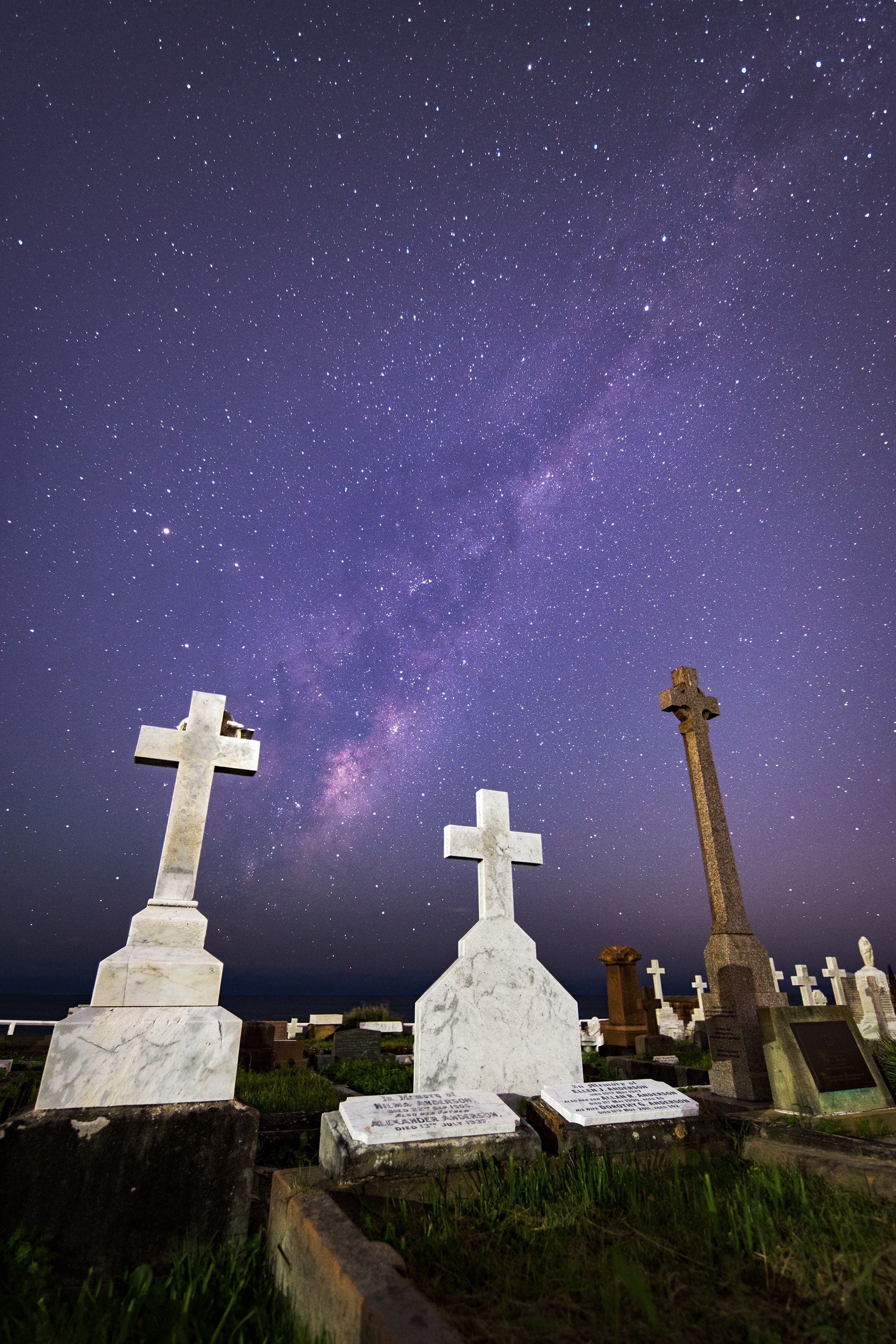
Au cimetière de Waverley de nuit. Mai 2016.

Le cimetière de Waverley est un cimetière qui occupe le sommet des falaises de Bronte dans la banlieue sud-est de Sydney en Australie. Il se distingue par ses monuments des époques victoriennes et édouardiennes, en excellent état. Il contient notamment les tombes de personnalités australiennes, parmi lesquelles le poète Henry Lawson, le journaliste J. F. Archibald et l'ancien premier ministre Sir Edmund Barton, enterré à South Head.
Il a été inauguré en 1877. Sa superficie est de 17 hectares. Les cérémonies funéraires s'y déroulent du lundi au samedi

Panorama du cimetière de Waverley.